# Васил Спасов (музикант)
Вижте пояснителната страница за други личности с името Васил Спасов.
Васил Спасов е български музикант, пианист и композитор.

## Биография
Роден е на 17 юни 1969 година в град София. Започва музикалното си образование в школата по ударни инструменти на проф. Добри Палиев. Възпитаник е на Софийското музикално училище, където завършва класа по тромбон на проф. Димитър Момчилов. Бакълавър е от Националната музикална академия в София и Музикалния колеж Бъркли, Бостън, където специализира в областта на пианото и филмовата музика. Черпи познания в различни области на музикалното изкуство от Фил Уилсън, Бил Пиърс, Кени Уорнър, Боб Брукмайер, Джордж Гарзон и др. От дебюта си през 1988 на сцената на ХII международна джаз среща като солист в проекта на проф. Симеон Щерев до днес изгражда солидна репутация на изпълнител и композитор. Известен е като лидер и съмишленик в редица проекти. Пианист е на „Михаил Йосифов секстет“, на авторския си състав „Фънкалеро“, групата „Дивото зове“ в тандем с певицата Милица Гладнишка и „Романено проджект“. На сцената е партнирал на Теодоси Стойков, Антони Дончев, Христо Йоцов, Васил Петров, Георги Дончев, Теодосий Спасов, Петър Славов, Стоян Янкулов и редица други български и чуждестранни музиканти.
Участник е на филмовия фестивал в Кан – Франция 2011, присъства в програмите на редица фестивали и клубове в САЩ, Италия, Австрия, Германия, Белгия, Холандия, Чехия, Румъния, Гърция, Сърбия, Кувейт, Китай и др. В България е постоянен гост на джаз-фестивалите в София – A to Jazz, Русе, Варна, Бургас, Благоевград, Велико Търново, Пловдив джаз фест  , Фортисимо Фест, Аполония, Джаз фест Перелик, Джаз на колела и редица други. Участва активно и в клубния живот на страната.
Пише аранжименти за Биг бенда на БНР  с диригент Антони Дончев, струнния оркестър AGBU – София под ръководството на Бедрос Папазян, Фестивалният оркестър със солист Веселин Пантелеев – Ешкенази и под диригентската палка на Максим Ешкенази и др. Пише музика и аранжименти за редица телевизионни предавания. Емблематична е работата му с певеца Васил Петров в поредица от коледни симфонични концерти. Участва като пианист и аранжор в проекти на Камелия Тодорова, Белослава, Мария Илиева, Бен Крос и др. Автор е на театрална и филмова музика. Сценарист и режисьор е на филма „Докосване“  с участието на актьора Ицхак Финци.